# Championnats d'Europe de boxe amateur 2015
Navigation
Édition précédente Édition suivante
La 41e édition des championnats d'Europe de boxe amateur s'est déroulée à Samokov, Bulgarie, du 7 août au 15 août 2015.

## Résultats

### Podiums
| Catégories                  | Or                 | Argent                      | Bronze                                 |
| Poids mi-mouches (-49 kg)   | Vasily Egorov      | Harvey Horn                 | Tinko Banabakov Rufat Huseynov         |
| Poids mouches (-52 kg)      | Daniel Asenov      | Muhammad Ali                | Kelvin de la Nieve Nandor Csoka        |
| Poids coqs (-56 kg)         | Michael Conlan     | Qais Ashfaq                 | Francesco Maietta Aram Avagyan         |
| Poids légers (-60 kg)       | Joseph Cordina     | Otar Eranosyan              | Elian Dimitrov Enrico Le Cruz          |
| Poids super-légers (-64 kg) | Vitaly Dunaytsev   | Pat McCormack               | Dean Walsh Evaldas Petrauskas          |
| Poids welters (-69 kg)      | Eimantas Stanionis | Pavel Kostromin             | Youba Ndiaye Sissokho Clarence Goyeram |
| Poids moyens (-75 kg)       | Petr Khamukov      | Tomasz Jabłoński            | Salvatore Cavallaro Zaal Kvachatadze   |
| Poids mi-lourds (-81 kg)    | Joe Ward           | Peter Mullenberg            | Joshua Buatsi Hrvoje Sep               |
| Poids lourds (-91 kg)       | Evgeny Tishchenko  | Igor Jakubowski             | Nikolajs Grisunins Tervel Pulev        |
| Poids super-lourds (+91 kg) | Filip Hrgovic      | Florian Schulz (Boxer) (de) | Petar Belberov Mihai Nistor            |

### Tableau des médailles
| Place | Pays              | Médaille d'or, Europe | Médaille d'argent, Europe | Médaille de bronze, Europe | Total |
| ----- | ----------------- | --------------------- | ------------------------- | -------------------------- | ----- |
| 1     | Russie            | 4                     | 0                         | 0                          | 4     |
| 2     | Irlande           | 2                     | 0                         | 1                          | 3     |
| 3     | Bulgarie          | 1                     | 0                         | 4                          | 5     |
| 4     | Lituanie          | 1                     | 0                         | 1                          | 2     |
| 4     | Croatie           | 1                     | 0                         | 1                          | 2     |
| 6     | Pays de Galles    | 1                     | 0                         | 0                          | 1     |
| 7     | Angleterre        | 0                     | 4                         | 1                          | 5     |
| 8     | Pologne           | 0                     | 2                         | 0                          | 2     |
| 9     | Pays-Bas          | 0                     | 1                         | 1                          | 2     |
| 9     | Géorgie           | 0                     | 1                         | 1                          | 2     |
| 11    | Biélorussie       | 0                     | 1                         | 0                          | 1     |
| 11    | Allemagne         | 0                     | 1                         | 0                          | 1     |
| 13    | Espagne           | 0                     | 0                         | 2                          | 2     |
| 13    | Italie            | 0                     | 0                         | 2                          | 2     |
| 15    | Roumanie          | 0                     | 0                         | 1                          | 1     |
| 15    | Lettonie          | 0                     | 0                         | 1                          | 1     |
| 15    | Suède             | 0                     | 0                         | 1                          | 1     |
| 15    | Arménie           | 0                     | 0                         | 1                          | 1     |
| 15    | Azerbaïdjan       | 0                     | 0                         | 1                          | 1     |
| 15    | Hongrie           | 0                     | 0                         | 1                          | 1     |
| Total | 20 pays médaillés | 10                    | 10                        | 20                         | 40    |